# Demolis
Demolis is een geslacht van vlinders van de familie spinneruilen (Erebidae), uit de onderfamilie Arctiinae.

## Soorten
- D. albicostata Hampson, 1901
- D. albitegula Rothschild, 1935
- D. eugenia Jörgensen, 1935
- D. flavithorax Rothschild, 1909
- D. ridenda Dognin, 1911